# Lignières (Cher)
Lignières (soms ook Lignières-en-Berry genoemd) is een gemeente in het Franse departement Cher (regio Centre-Val de Loire). De plaats maakt deel uit van het arrondissement Saint-Amand-Montrond. Lignières telde op 1 januari 2022 1.325 inwoners.

## Geografie
De oppervlakte van Lignières bedroeg op 1 januari 2022 21,88 vierkante kilometer; de bevolkingsdichtheid was toen 60,6 inwoners per km².
De onderstaande kaart toont de ligging van Lignières met de belangrijkste infrastructuur en aangrenzende gemeenten.

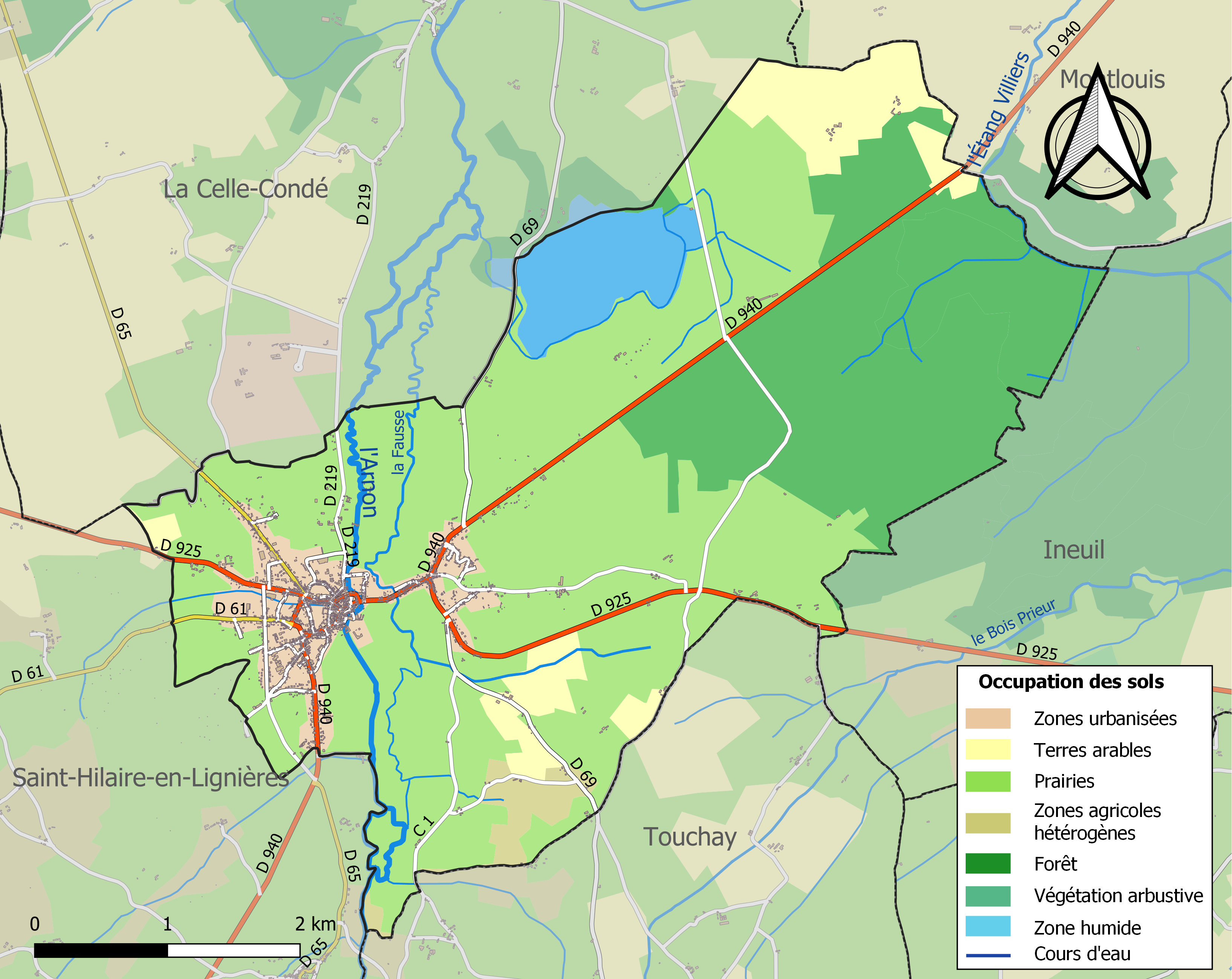

## Demografie
Onderstaande figuur toont het verloop van het inwonertal (bron: INSEE-tellingen).